# 科勒哈勃 (北达科他州)
科勒哈勃（英語：Coleharbor），是美国北达科他州下属的一座城市。根据2010年美国人口普查，该市有人口79人。